# Sunrise Beach
Sunrise Beach è un villaggio degli Stati Uniti d'America, situato nello Stato del Missouri, diviso tra la contea di Camden e la contea di Morgan.